# Nils Frykberg
Nils Frykberg (Uppsala, 13 de març de 1888 – Gävle, 13 de desembre de 1966) va ser un atleta suec que va competir a començaments del segle xx.
El 1912 va prendre part en els Jocs Olímpics d'Estocolm, on disputà dues proves del programa d'atletisme. En els 3.000 metres per equips guanyà la medalla de plata, mentre en els 1.500 metres fou eliminat en sèries.